# Alexander Martínez
Alexander Martínez (* 23. August 1977 auf Isla de la Juventud) ist ein Schweizer Dreispringer kubanischer Herkunft.
Martínez wuchs in Kuba auf. Er studierte von 1997 bis 2000 Sport an den Universitäten von Isla de la Juventud und Havanna. Daneben betrieb er intensiv Dreisprung. 1996, im Alter von 19 Jahren, sprang er erstmals über 16 Meter.
Im August 1999 lernte er in Kuba die Schweizerin Marion kennen. Die beiden verliebten sich ineinander, und Martínez entschied sich 2000, in die Schweiz zu kommen. Die beiden heirateten am 19. Januar 2001. Im gleichen Jahr sprang er erstmals über 17 Meter.
Nach seiner Auswanderung konnte er an keinen internationalen Meisterschaften mehr teilnehmen. Am 22. Februar 2006 erhielt er die Schweizer Staatsbürgerschaft, am 22. März wurde die Startberechtigung für die Schweiz von der International Association of Athletics Federations (IAAF) bestätigt. Er erreichte sowohl an den Europameisterschaften 2006 in Göteborg wie auch bei den Weltmeisterschaften 2007 in Osaka Top-Ten-Platzierungen.
Die folgenden zwei Jahre konnte Martinez verletzungsbedingt nicht mehr an diese Leistungen anknüpfen. 2010 qualifizierte er sich für die Europameisterschaften in Barcelona, schied dort aber in der Qualifikation aus.
Martínez ist 1,81 m gross, wiegt 81 kg und startet für den LC Zürich. Er ist leidenschaftlicher Salsa-Tänzer, arbeitet neben dem Sport als Tanzlehrer und ist Athletenbotschafter der Entwicklungshilfeorganisation Right to Play.

## Erfolge
- 1998: 3. Rang Kubanische Meisterschaften
- 2002: 2. Rang Golden League Meeting Weltklasse Zürich; 3. Rang Golden League Meeting Paris; 3. Rang Golden League Meeting Brüssel; 3. Rang IAAF Grand Prix Final Paris
- 2003: 1. Rang EAA Meeting Tallinn; 3. Rang Grand Prix meeting Athletissima Lausanne
- 2005: 1. Rang Grand Prix meeting Sheffield; 1. Rang EAA Meeting Rovereto
- 2006: 9. Rang Europameisterschaften; Schweizer Meister; Schweizer Hallenmeister
- 2007: 8. Rang Weltmeisterschaften; Schweizer Meister
- 2009: Schweizer Meister

## Persönliche Bestleistungen
- Dreisprung: 17,51 m, 23. Juli 2005 in Bern (Platz 5 Jahresweltbestenliste 2005)
- Dreisprung (als Schweizer): 17,13 m, 10. August 2006 in Göteborg, Schweizer Rekord